# Peter Seebach (biskup)
 Peter Seebach (ur. 1500 r., zm. 25 grudnia 1568 r.) – duchowny katolicki, piąty biskup ordynariusz katolickiej diecezji lublańskiej, sprawujący swój pontyfikat od 1558 roku.